# Edel & Starck/Episodenliste

Logo zur Serie

Die Episodenliste enthält alle Episoden der deutschen Fernsehserie Edel & Starck, sortiert nach der Reihenfolge der Erstausstrahlung. Zwischen 2002 und 2005 entstanden in vier Staffeln 52 Episoden mit einer Länge von jeweils etwa 45 Minuten.

## Übersicht
| Staffel | Episodenanzahl | Erstausstrahlung | Erstausstrahlung |
| Staffel | Episodenanzahl | Staffelpremiere  | Staffelfinale    |
| ------- | -------------- | ---------------- | ---------------- |
| 1       | 13             | 4. Februar 2002  | 6. Mai 2002      |
| 2       | 13             | 6. Januar 2003   | 7. April 2003    |
| 3       | 13             | 19. Januar 2004  | 19. April 2004   |
| 4       | 13             | 17. Januar 2005  | 18. April 2005   |

## Staffel 1
| Nr. (ges.) | Nr. (St.) | Originaltitel                                        | Erstausstrahlung D | Regie             | Drehbuch               |
| --- | --------- | ---------------------------------------------------- | ------------------ | ----------------- | ---------------------- |
| 1 | 1         | Partner wider Willen                                 | 4. Feb. 2002       | Jakob Schäuffelen | Marc Terjung           |
| Der Rechtsanwalt Felix Edel vertritt einen Gastwirt wegen einer Schadensersatzforderung. Er schlägt leichtfertig das Vergleichsangebot der Gegenseite aus und verpasst die Frist zur Klageerhebung, so dass die Ansprüche verjährt sind und der Mandant nun Felix in die Haftung nimmt. Felix ist zu niedrig versichert; es fehlen 80.000 Euro, die er nicht hat. Die ehrgeizige junge Anwältin Sandra Starck hat ihren ersten Fall erfolgreich abgeschlossen. Doch ihr Chef, Rechtsanwalt Schiller, macht deutlich, dass er von Sandra vor allem sexuelle Dienste erwartet, und begrapscht sie hemmungslos. Sandra stellt ihn vor den Kollegen bloß und kündigt fristlos. Sie beendet die Beziehung mit ihrem ebenfalls in der Kanzlei Schiller & Partner tätigen Kollegen Martin, der seinen Chef in Schutz genommen hat und Sandra nicht beisteht, und zieht zu ihrer Freundin Patricia. Sie wird auf den Fall des Ex-Boxers Bruno aufmerksam, der aber schon Felix' Mandant ist. Sandra erreicht, dass Bruno sich von beiden zusammen vertreten lässt; die beiden erreichen einen Freispruch. Sandra, die inzwischen von Schiller eine Abfindung ertrotzt hat, bietet Felix an, gegen eine Zahlung von 80.000 Euro als Partnerin in seine Kanzlei einzusteigen. Felix lehnt zunächst ab – angesichts seiner akuten Finanznot hat er jedoch keine andere Wahl. |           |                                                      |                    |                   |                        |
| 2 | 2         | Mann am Steuer, ungeheuer!                           | 11. Feb. 2002      | Jakob Schäuffelen | Dirk Eisfeld           |
| Felix und Sandra sind inzwischen Partner der gemeinsamen Kanzlei. Felix leiht sich Sandras Mazda MX-5 und fährt aus Unachtsamkeit eine kleine Beule in den Kotflügel. Da er dieses Missgeschick vor ihr verheimlichen will, gibt er den Wagen in einer dubiosen Werkstatt ab, die sein chaotischer Freund Otto Özdemir ihm vermittelt hat und in der der Schaden über Nacht repariert werden soll. Der Inhaber verwechselt jedoch den Auftrag und schlachtet den Wagen aus und verkauft die Einzelteile an verschiedene Leute. Als der Irrtum bemerkt wird, müssen die Einzelteile so schnell wie möglich wiederbeschafft und das Auto wieder zusammengebaut werden, ohne dass Sandra etwas merkt. Felix vertritt eine junge Frau, die von einem Hausmeister belästigt wird und diesen – vermeintlich in Notwehr – niedergeschlagen hat. Sandra hat den Fall eines Mönches auf dem Tisch, der einen Autounfall hatte. Der Prozess scheint leicht zu gewinnen – sofern der Mandant bereit wäre, in der Verhandlung ein klein wenig zu „flunkern“. |           |                                                      |                    |                   |                        |
| 3 | 3         | Das Soufflé der Götter                               | 18. Feb. 2002      | Jakob Schäuffelen | Marc Terjung           |
| Felix vertritt Carl Wagner, den Inhaber des Nobelrestaurants „Diderot“, der seinen Konkurrenten beschuldigt, das „Soufflé der Götter“ von ihm abgekupfert zu haben. Das einzige Beweismittel ist ein Zeuge: Claude Richard, ein älterer Herr aus Frankreich, der sich jedoch wegen Demenz nicht einmal an Wagner erinnern kann. Felix hat es zudem mit dem Wohnungsmieter Krauser zu tun, der sich über den Krach in einer als Bordell genutzten Nachbarwohnung beschwert. Sandras Mandant Mahlsdorf, ein alter Mann, der an Krebs im Endstadium leidet, möchte sich nach seinem Tod plastinieren lassen, und Sandra soll diesen Wunsch gegen den Willen seiner Tochter durchsetzen. |           |                                                      |                    |                   |                        |
| 4 | 4         | Ein ganz normaler Stier                              | 25. Feb. 2002      | Ulrich Zrenner    | Marc Terjung           |
| Felix wird von seiner Ex-Freundin Britta aufgesucht, die ihn vor Jahren plötzlich und unerwartet verlassen hatte. Trotz der Warnungen seines Freundes Christoph erliegt Felix Brittas erneuten Annäherungsversuchen, schläft mit ihr und glaubt an eine gemeinsame Zukunft, während er Britta bei ihrer Scheidung anwaltlich vertritt. Sandra vertritt einen Landwirt, dem ein vermindert zeugungsfähiger Stier angedreht wurde. Felix hilft ihr, den Fall zu gewinnen, hat aber nicht bedacht, dass der Stier jetzt nur noch zum Schlachten taugt. Von Gewissensbissen geplagt, will Felix den Stier nun retten. |           |                                                      |                    |                   |                        |
| 5 | 5         | Das Kuckucksei                                       | 4. März 2002       | Matthias Kopp     | Gerhard von Richthofen |
| Vor der Kanzleitür wird ein Baby in einem Körbchen abgelegt. Es ist der Sohn eines ehemaligen Mandanten von Sandra, der derzeit flüchtig ist. Sandra nimmt den Kleinen zu sich und kümmert sich um ihn – und entwickelt unerwartete Mutterinstinkte. Bald sucht das Jugendamt das Kind. Die leibliche Mutter des Kindes ist pleite und sitzt im Knast, und wegen ihrer Mietschulden droht eine illegale Wohnungsräumung. Felix vertritt eine Fernsehmoderatorin, die verhindern will, dass ein ehemaliger Liebhaber Aktbilder von ihr veröffentlicht. Felix beginnt mit der attraktiven Mandantin eine Affäre. Dadurch fehlt ihm der objektive Blick für den Fall, und er merkt erst spät, dass sie ihm Verschiedenes verschwiegen hat. |           |                                                      |                    |                   |                        |
| 6 | 6         | Wunderkinder                                         | 11. März 2002      | Ulrich Zrenner    | Tim Krause             |
| Felix soll den Opernsänger Friedrich Liesgau vertreten, dessen Sohn ihn entmündigen lassen will. Vermittelt hat das Mandat Felix’ Vater, einst selbst Rechtsanwalt, der mit Liesgau befreundet ist. Er mischt sich massiv in den Fall ein, bevormundet Felix und zeigt deutlich, dass er Felix nicht viel zutraut und Sandra nicht ernst nimmt; es kommt zu einem heftigen Krach zwischen Vater und Sohn. Sandra passt für einige Tage auf Bienes pubertierende Tochter Laura auf. Edel & Starck vertreten die Mutter eines hochbegabten 11-jährigen Jungen, dessen Vater gerichtlich durchsetzen möchte, dass der Sohn in Harvard studieren darf. Währenddessen erleidet Felix’ Vater einen Herzanfall und fällt ins Koma. |           |                                                      |                    |                   |                        |
| 7 | 7         | Eiertanz                                             | 18. März 2002      | Matthias Kopp     | Marc Terjung           |
| Kirsten Lassak hat sich einer künstlichen Befruchtung unterzogen, um endlich schwanger zu werden. Drei Eizellen sind künstlich befruchtet worden, aber der erste Versuch war erfolglos. Bevor die nächsten befruchteten Eizellen eingesetzt werden können, erhebt der Partner Einspruch, weil er sich inzwischen in eine andere Frau verliebt hat, die ein Kind von ihm erwartet. Sandra soll durchsetzen, dass die Frau die künstliche Befruchtung zu Ende führen kann. Felix Mandaten Walter und Anita Kilian sind zwei alte Hippies, die wegen Nacktbadens angezeigt wurden. Das war nicht die erste Anzeige gegen die Hippies, denn die Stadt sucht nach Gründen, den Pachtvertrag für die Bauwagensiedlung in bester Seelage zu kündigen. |           |                                                      |                    |                   |                        |
| 8 | 8         | Der Mantel des Schweigens                            | 25. März 2002      | Dirk Regel        | Marc Terjung           |
| Sandras Mandat, der stumme Alfred Mendel hat die Gabe, seine Patienten dazu zu bewegen, von den Dingen, die sie bewegen zu erzählen. Allerdings hat er keine Ausbildung als Psychotherapeut, weswegen er sich vor Gericht verantworten muss. Felix vertritt die junge Charlotte Möritz, die in eine reiche und bekannte Familie hineingeboren wurde. Sie verklagt ihre eigene Mutter vor Gericht, ihr endlich den Namen ihres Vaters zu nennen. |           |                                                      |                    |                   |                        |
| 9 | 9         | Und ewig lockt – der Mann                            | 8. Apr. 2002       | Dirk Regel        | Gerhard von Richthofen |
| 10 | 10        | Hokus, Pokus, Exitus                                 | 15. Apr. 2002      | Dirk Regel        | Dinah Marte Golch      |
| Biene, die Sekretärin der Kanzlei, war bei einer Wahrsagerin, die den Tod einer Person in der Kanzlei voraussagt. Das versetzt Sandra und Felix in Angst uns Schrecken. Sandra vertritt den Bauunternehmer Galler, gerät wegen der Wahrsagung auf dessen Baustelle in Panik und verliert den Fall an ihre Erzfeindin. Felix vertritt den jungen Sprayer Murat vor Gericht. Es droht ihm eine Gefängnisstrafe. Der Clanchef Ramos Melis macht Felix klar, dass keiner seiner Familie jemals im Gefängnis war. Felix fasst das als Bedrohung für sein Leben auf. Der freundliche Polizist Gerhard Böhme ist ein weiterer Mandat von Felix. Dieser steht wegen des Verdachts auf Bestechung vor Gericht. |           |                                                      |                    |                   |                        |
| 11 | 11        | Alter vor Schönheit                                  | 22. Apr. 2002      | Matthias Kopp     | Jörg Brückner          |
| Der Popsänger Luca bittet Felix um Hilfe: Er soll verhindern, dass ein ehemaliger Freund unveröffentlichte, gemeinsam produzierte Jazz-Aufnahmen veröffentlicht und das wahre Alter des Teeniestars verrät, dessen Plattenfirma ihn als zehn Jahre jünger verkauft. Felix lernt in seiner Stammkneipe eine blonde junge Frau kennen. Tags darauf vertritt er einen Mandanten, der eine Geliebte hat und sich gegen den Wilen seiner Frau scheiden lassen will. Es stellt sich heraus, dass es sich bei der Ehefrau um die hübsche Blondine handelt, die Felix zuvor kennengelernt hatte, und die neue Freundin des Mandanten ist eine deutlich ältere und weniger attraktive Frau. Felix versteht die Welt nicht mehr und gibt das Mandat an Sandra ab. |           |                                                      |                    |                   |                        |
| 12 | 12        | Reine Vertrauenssache / Ein Freund, ein guter Freund | 29. Apr. 2002      | Dennis Satin      | Katja Grübel           |
| Christoph braucht Felix’ Hilfe: Er wird beschuldigt, eine Patientin namens Gabi Eicher bei der Untersuchung sexuell belästigt zu haben. Er gibt an, unschuldig zu sein. Später gibt Christoph jedoch zu, dass er eine Affäre mit Gabi gehabt hat. Beide versuchen, den Seitensprung vor Christophs Ehefrau Anke geheim zu halten, doch in der Verhandlung wird ein Spermafleck auf einem Kleidungsstück gezeigt. Anke, die im Zuschauerraum alles mitbekommen hat, reagiert wütend und setzt Christoph vor die Tür; er kommt bei Felix unter und geht ihm auf die Nerven. Auch Sandra ist sauer, denn auch ihr hatte Felix nichts von Christophs Affäre erzählt. |           |                                                      |                    |                   |                        |
| 13 | 13        | Das Gericht tanzt                                    | 6. Mai 2002        | Dennis Satin      | Marc Terjung           |
| Der alljährliche Juristenball steht vor der Tür, und Felix hat erstmals keine Einladung erhalten. Sandras Einladung gilt für zwei Personen, und sie bietet ihm an, ihn mitzunehmen, doch Felix ist dafür zu stolz. Lieber will er sich von Patricia mitnehmen lassen. Die hat ohnehin ein Auge auf Felix geworfen, möchte mit ihm ausgehen und ist entschlossen, ihn ins Bett zu kriegen. Das wiederum will Otto ausnutzen, gegen den Patricia wegen Verbreitung von Falschgeld ermittelt: Felix soll mit ihr ins Bett gehen und sie zur Einstellung des Verfahrens bewegen. Sandras Mandantin stellt sich als lesbisch heraus, verliebt sich in Sandra und küsst sie. Sandra wehrt die Avancen ab, aber es bleibt eine gewisse Verwirrung. |           |                                                      |                    |                   |                        |

## Staffel 2
| Nr. (ges.) | Nr. (St.) | Originaltitel              | Erstausstrahlung D | Regie            | Drehbuch                   |
| --- | --------- | -------------------------- | ------------------ | ---------------- | -------------------------- |
| 14 | 1         | Muffel und Männer          | 6. Jan. 2003       | Dirk Regel       | Marc Terjung               |
| Sandra vertritt einen jungen Stalker, der von der Mutter eines Mädchens verklagt wurde, in das er unsterblich verliebt ist. Zwar gelingt es, die ständigen Nachstellungen zu beenden, aber nun verliebt er sich ausgerechnet in Sandra. Biene verklagt ihre Versicherung, die ihr den Inhalt des im Urlaub gestohlenen Koffers nicht ersetzen will, doch Felix merkt zu spät, dass etwas an der Geschichte nicht stimmt. Felix' Mandantin will den Betreiber einer Karaoke-Bar haftbar machen, weil bei ihrem Auftritt mitten im Lied, mit dem sie ihren Kollegen beeindrucken wollte, das Playback plötzlich von dem von ihr extra eingeübten Titel Über sieben Brücken mußt du gehn zu dem Countrysong Ring of Fire wechselte und der Auftritt verpatzt war. Als Entschädigung handelt Felix mit dem Barbesitzer aus, dass die Mandantin noch einmal mit Gästen auf Kosten des Haudes auftreten darf. Nach der diesmal pannenfreien Darbietung will Felix die Gelegenheit dafür nutzen, für Sandra ein Lied zu singen – und ausgerechnet jetzt versagt erneut die Technik. |           |                            |                    |                  |                            |
| 15 | 2         | Freund und Feind           | 13. Jan. 2003      | Ulrich Zrenner   | Marc Terjung               |
| 16 | 3         | Eine fast perfekte Ehe     | 20. Jan. 2003      | Dirk Regel       | Dirk Eisfeld               |
| Zwei Verlobte bitten Felix um Hilfe, weil das Standesamt sie der Scheinehe bezichtigt. Wie sich herausstellt, ist der vermeintliche Bräutigam in spe, ein Student aus Südamerika, in Wahrheit tatsächlich mit einer anderen Frau liiert und versucht, durch eine fingierte Ehe mit einer Deutschen, eine dauerhafte Aufenthaltsgenehmigung zu bekommen. |           |                            |                    |                  |                            |
| 17 | 4         | Seitensprung am Weidezaun  | 27. Jan. 2003      | Ulrich Zrenner   | Nina Bohlmann & Nina Weger |
| Felix versucht, die Klage eines Rennpferdhalters abzuwehren, dessen edle Stute von dem Hengst eines Bauern geschwängert wurde. Sandra vertritt eine junge Familie, der durch massive Baumängel an ihrem Fertighaus der Ruin droht, und der Bauträger wird ausgerechnet von Dr. Schiller vertreten, der überraschend ein Angebot unterbreitet, an dem etwas nicht stimmen kann. |           |                            |                    |                  |                            |
| 18 | 5         | Ferrari fahren und sterben | 3. Feb. 2003       | Bernhard Stephan | Benedikt Gollhardt         |
| 19 | 6         | Mord ist sein Hobby        | 10. Feb. 2003      | Dirk Regel       | Dinah Marte Golch          |
| 20 | 7         | Kann denn Liebe Sünde sein | 24. Feb. 2003      | Diethard Küster  | Marc Terjung               |
| Sandra wird bei einem Verkehrsunfall verletzt und fällt einige Zeit aus. Gleichzeitig taucht die hübsche Praktikantin Monika in der Kanzlei auf. Felix vertritt eine Ärztin, die einem Patienten wegen Potenzschwäche Viagra verschrieben hat und die nun von seiner Ehefrau verklagt wird, weil seine plötzliche, ständige Lust die Ehe zerstört habe. Monika interessiert sich offensichtlich nicht nur für die Fälle der Kanzlei, sondern auch für Felix. Der fühlt sich ebenfalls zu ihr hingezogen und schläft mit ihr – was aber auch erst beim zweiten Versuch klappt. |           |                            |                    |                  |                            |
| 21 | 8         | Alleinsein ist schön       | 3. März 2003       | Ulrich Zrenner   | Christina Kallas           |
| Patricia zieht zu ihrem Freund. Sandra freut sich, die Wohnung nun für sich allein zu haben, aber bald merkt sie, wie einsam man sein kann, wenn man alleine lebt. Otto hat eine neue Freundin. Er hält sich für einen Glückspilz, denn er hat eine attraktive Bankerin aus der „Oberschicht“ an Land gezogen. Die neue Freundin braucht auch gleich Felix' anwaltliche Hilfe, doch dabei kommen ihre unangenehmen Charakterzüge zum Vorschein – sie entpuppt sich als arrogante Ziege. |           |                            |                    |                  |                            |
| 22 | 9         | Ein unmoralisches Angebot  | 10. März 2003      | Bernhard Stephan | Gerhard von Richthofen     |
| Sandras Mandantin kämpft darum, in ihrer Wohnung bleiben zu können, die ihr Ex-Freund für sie gekauft hatte und jetzt, nachdem er sich von ihr getrennt hat, zurückhaben will. Dabei ist unklar, auf welcher rechtlichen Basis die Mandantin die Wohnung nutzte: War es ein Mietverhältnis, ein Leihvertrag, ein Dienstvertrag oder gar ein Arbeitsverhältnis, das die beiden verband? Felix übernimmt von einem verstorbenen Kollegen einen vermögenden, einflussreichen Mandanten, den aus Sizilien stammenden Bruno Ferrera, genannt Don Bruno. Er ernennt Felix zu seinem neuen Consigliere. Aber durch die Art und Weise, wie sich Don Bruno als Oberhaupt einer großen Familie inszeniert, zu dem alle aufschauen und dem alle gehorchen, beschleicht Felix bald ein ungutes Gefühl, zumal sich herausstellt, dass Don Brunos vorheriger Anwalt durch einen seltsamen Autounfall ums Leben kam. Verärgert über Andeutungen und Nachfragen zum Thema Mafia, verzichtet Don Bruno auf Felix' Dienste und ernennt stattdessen Frank van der Heiden zu seinem Consigliere. Es stellt sich heraus, dass er mit der Mafia nichts am Hut hat und Felix ein lukratives Mandat durch die Lappen gegangen ist. |           |                            |                    |                  |                            |
| 23 | 10        | Wann ist ein Mann ein Mann | 17. März 2003      | Bernhard Stephan | Nina Bohlmann & Nina Weger |
| 24 | 11        | Der Berg ruft              | 24. März 2003      | Thomas Klemm     | Marc Terjung               |
| Felix‘ Jugendfreund Edgar Müller, ein passionierter Extrem-Bergsteiger, wird von seinen beiden Mitkletterern verklagt, weil er in seinem neuen Buch berichtet, sie hätten ihn auf einem Achttausender in einer Felsspalte zurückgelassen und er habe sich aus eigener Kraft retten müssen. Im Prozess stellt sich heraus, dass die Geschichte sich anders zugetragen hat. Währenddessen hat Edgar ein Auge auf Sandra geworfen, die schließlich mit ihm ausgeht, seinem Charme erliegt und die Nacht mit ihm verbringt – was Felix wiederum nicht passt. Otto will in einem alten Haus seine eigene Bar eröffnen. Begeistert macht er sich an die Umbauarbeiten und lässt sich sein Projekt nicht ausreden – bis Felix herausfindet, dass der Verpächter des Lokals Otto belogen hat. |           |                            |                    |                  |                            |
| 25 | 12        | Das Geschäft mit der Liebe | 31. März 2003      | Ulrich Zrenner   | Marc Terjung               |
| Felix vertritt Herrn Maurer, der von einer Arbeitskollegin auf Schmerzensgeld verklagt worden ist, weil er sie unsittlich am Po berührt hat. Allerdings handelt es sich bei den beiden um Pornodarsteller, die kurz zuvor vor der Kamera ihrem Tagewerk nachgegangen waren – aber vor oder hinter der Kamera, das sei etwas ganz anderes, argumentiert die Gegenseite. Sandras Mandantin will von einer Partneragentur ihr Geld zurück, weil diese ihr nur unzumutbare Männer angeboten habe. Die Inhaberin lehnt ab, weil eben niemand anderes die Mandantin habe wollte. Die Klage wird abgewiesen, doch einer der abgelehnten Männer, der als Zeuge ausgesagt hat, erweist sich schließlich als doch ganz nett. |           |                            |                    |                  |                            |
| 26 | 13        | Ein toller Tag             | 7. Apr. 2003       | Ulrich Zrenner   | Marc Terjung               |
| Sandra wird 30, und ihr ist nicht nach feiern zumute. Niemand gratuliert ihr, und dann wird sie auch noch im Gerichtssaal zusammen mit dem angeklagten Otto, Patricia und dem Richter als von einem bewaffneten Geiselnehmer festgehalten. Dieser will seine Freundin, die ein Haftstrafe absitzt freipressen. Doch die will von ihm nichts mehr wissen. Verzweifelt entkommt der Geiselnehmer und taucht ausgerechnet in Felix' Stammkneipe wieder auf, wo Felix gerade für Sandra eine Überraschungsparty veranstaltet. Nachdem der Kriminelle überwältigt wurde, wird gefeiert. |           |                            |                    |                  |                            |

## Staffel 3
| Nr. (ges.) | Nr. (St.) | Originaltitel              | Erstausstrahlung D | Regie                          | Drehbuch                          |
| --- | --------- | -------------------------- | ------------------ | ------------------------------ | --------------------------------- |
| 27 | 1         | Do it yourself             | 19. Jan. 2004      | Ulrich Zrenner & Dirk Regel    | Marc Terjung                      |
| 28 | 2         | Der Glückspilz             | 26. Jan. 2004      | Ulrich Zrenner & Dirk Regel    | Diethard Küster                   |
| 29 | 3         | Mutproben                  | 2. Feb. 2004       | Udo Witte & Benedikt Gollhardt | Marc Terjung                      |
| Felix' früherer Schulkamerad Bernd Lammers ist wegen unterlassener Hilfeleistung angeklagt: Als seine Freundin im Vorraum einer Bank beim Geldabheben von einem Räuber angegriffen und zu Boden gerissen wurde, ergriff Lammers die Flucht, statt zu helfen; seine Freundin hat sich daraufhin von ihm getrennt. Ein Berliner Senator will die Veröffentlichung eines Fotos verhindern, das ihn in einer recht dekadenten Pose zeigt. Herr Borel, der Fotograf, der auch Aktfotos anfertigt, möchte gerne Sandra hüllenlos fotografieren. Sie lehnt zunächst ab, aber als Felix es ihr verbieten will und Herrn Borel auch noch beschimpft, entscheidet sie sich spontan um. |           |                            |                    |                                |                                   |
| 30 | 4         | Der Spaltpilz              | 9. Feb. 2004       | Udo Witte                      | Benedikt Gollhardt                |
| Horst Fiebig wendet sich an die Kanzlei, weil er von den Geschäftsführern seines pleitegegangenen Ex-Arbeitgebers auf Schadensersatz verklagt worden ist. Er soll durch subtiles Einwirken so lange Streit zwischen den beiden Chefs gesät haben, bis das traditionsreiche Familienunternehmen insolvent war. Fiebigs Angewohnheit, Leute auseinanderzubringen, macht auch vor seinen Anwälten nicht Halt: Im Laufe des Verfahrens streiten sich Sandra und Felix so oft und heftig, dass sie sich trennen wollen. Erst in der letzten Gerichtsverhandlung besinnen sie sich, erreichen eine Klageabweisung und raufen sich wieder zusammen. |           |                            |                    |                                |                                   |
| 31 | 5         | Die Hexen von Berlin       | 16. Feb. 2004      | Ulrich Zrenner                 | Benedikt Gollhardt & Marc Terjung |
| Biene hat eine Anklage wegen Körperverletzung am Hals: Sie hat ihrem Nachbarn einen selbstgebrauten Kräutertrank in den Kaffee geschüttet, durch den ihm büschelweise Haare ausfallen. Als Felix, der diesen Trank ohne sein Wissen ebenfalls verabreicht bekommen hat, ebenfalls Haare verliert, hat das Gericht Zweifel an der Ursächlichkeit, und Biene wird freigesprochen. Felix' Mandantin Nora Wietke, deren Mandat er von seinem Kollegen Bogner übernommen hat, hat ein ganz anderes Problem: Die Krankenschwester wurde entlassen, weil sie dadurch Unruhe in den Betrieb brachte, dass sich jeder Mann in sie verliebt. Das war auch der Grund, warum der Kollege Bogner das Mandat abgegeben hat; Frank van der Heiden, der die Gegenseite vertritt, verliebt in sich ebenso in sie, und schließlich auch noch Felix. |           |                            |                    |                                |                                   |
| 32 | 6         | Amor lebt                  | 23. Feb. 2004      | Franziska Meyer Price          | Benedikt Gollhardt & Marc Terjung |
| Sandras Mandantin will eine Seitensprungagentur verklagen, deren Dienste sie in Anspruch genommen hatte: Sie bekam als „Kandidaten“ ausgerechnet ihren eigenen Ehemann zugeteilt, der daraufhin die Scheidung verlangt. |           |                            |                    |                                |                                   |
| 33 | 7         | Knastbruder Felix          | 1. März 2004       | Matthias Steurer               | Benedikt Gollhardt                |
| Felix muss zu einem Gerichtstermin und ist schon spät dran. Im Stau stehend und gestresst wird er bei einer Verkehrskontrolle von einer jungen Polizistin schikaniert und bekommt einen Wutanfall. Die Polizistin lässt ihn verhaften, und das Felix vor der Haftrichterin unbeherrscht und uneinsichtig zeigt, wird er kurzerhand ins Gefängnis gesteckt. Dort hilft er seinem Zellengenossen, dem Fußballfan Ulf, der wegen Totschlags einsitzt, einen Freigang zu einem Spiel seines Lieblingsvereins Union Berlin zu bekommen. Das spricht sich herum, und bald stehen diverse Häftlinge bei ihm Schlange, um sich eine Rechtsberatung zu holen. |           |                            |                    |                                |                                   |
| 34 | 8         | Eine Landpartie            | 8. März 2004       | Franziska Meyer Price          | Marc Terjung                      |
| Felix begleitet Sandra zu einem Wochenend-Ausflug in die Uckermark, wo Sandra zur Hochzeitsfeier ihrer Cousine Gundula Breitling eingeladen ist. Diese macht sich noch am Tag vor der Hochzeit Sorgen, ob ihr Bräutigam Tilo sie wirklich liebt. Auch Sandra befürchtet, dass der gutaussehende Tilo es in Wahrheit auf das Geld von Gundulas reichem Vater abgesehen hat, der ihm einen Posten in seiner Firma angeboten hat, zumal Tilo ständig anderen Frauen hinterherschaut und deren Hintern bewundert. Felix, der sich wegen eines Buchungsfehlers im Gasthof mit Sandra ein Doppelzimmer teilt, aber auf Verlangen Sandras in einem Sessel nächtigen muss, wird von dem Brautvater mit zur Jagd genommen. Eine von zwei Folgen, die nicht in Berlin spielen und in der Edel & Starck keinen juristischen Fall bearbeiten und nicht vor Gericht auftreten. |           |                            |                    |                                |                                   |
| 35 | 9         | Die Narren sind los        | 15. März 2004      | Ulrich Zrenner                 | Benedikt Gollhardt                |
| Horst, der Barkeeper von Felix' und Ottos Stammkneipe, steckt in Schwierigkeiten. Sein Pachtvertrag ist ausgelaufen. Er hatte zwar mündlich eine Verlängerungsoption ausgeübt, kann das aber nicht beweisen. Der aus dem Rheinland stammende Eigentümer will in den Räumen eine Kölsch-Kneipe eröffnen. Otto will Horst helfen und sagt vor Gericht wahrheitswidrig aus, er habe die mündliche Vertragsverlängerung am Tresen mitbekommen, doch seine Aussage fliegt als unglaubwürdig auf. Währenddessen feiert der neue Wirt in den Kneipenräumen rauschende Karnevalssitzungen. Zu Felix' Verärgerung finden Freunde und Kollegen bald Gefallen an dem närrischen Treiben. |           |                            |                    |                                |                                   |
| 36 | 10        | Begegnung in Moll          | 22. März 2004      | Matthias Steurer               | Marc Terjung                      |
| 37 | 11        | Liebe geht durch den Magen | 29. März 2004      | Dennis Satin                   | Benedikt Gollhardt & Marc Terjung |
| 38 | 12        | Anwälte der Prärie         | 5. Apr. 2004       | Dennis Satin                   | Benedikt Gollhardt & Marc Terjung |
| 39 | 13        | Aussteigen für Anfänger    | 19. Apr. 2004      | Matthias Steurer               | Benedikt Gollhardt & Marc Terjung |
| Felix' Mandantin Frau Bärlauch wurde beim Skifahren als Anfängerin von einem geübten Skifahrer umgefahren und will nun ein Schmerzensgeld. Ihr Gegner vertritt sich selbst; es handelt sich um den eigentlich schon im Ruhestand weilenden Rechtsanwalt Roland Daarling, den Felix in jungen Jahren immer bewundert hat, weil er seine Gegner im Gerichtssaal immer aus der Fassung brachte. Doch vor Gericht passiert Felix jetzt genau das: Daarling macht ihn trickreich nervös und bringt ihn aus dem Konzept, so dass Felix kein Wort mehr herausbringt. Frustriert und in Selbstmitleid zerfließend gesteht er sich sein totales Scheitern ein und ist entschlossen, den Anwaltsberuf an den Nagel zu hängen. Da trifft es sich gut, dass Otto sich ein altes Segelboot namens Knurrhahn gekauft hat, mit dem er „aussteigen“ und um die Welt reisen will. Doch vorerst liegt die Knurrhahn mit einem Leck an einem idyllischen Steg im Wannsee vor Anker. Das Boot wird bald zum Treffpunkt weiterer Aussteigewilliger, die sich dort bei herrlichem Sommerwetter dem Nichtstun hingeben und in den Tag hinein leben. Zu Felix und Otto gesellen sich erst Frank, dann auch noch Richter Moosleitner und schließlich sogar Biene. Sandra ist verzweifelt und wütend und kann Felix gerade noch dazu überreden, wenigstens noch den Fall Bärlauch mit ihr zusammen zu Ende zu bringen. Zurück im Gerichtssaal, fängt sich Felix wieder, läuft zu Höchstform auf und verlässt den Sitzungssaal als Sieger. Von Ausstieg ist keine Rede mehr. |           |                            |                    |                                |                                   |

## Staffel 4
| Nr. (ges.) | Nr. (St.) | Originaltitel           | Erstausstrahlung D | Regie                                                      | Drehbuch                                                     |
| ---------- | --------- | ----------------------- | ------------------ | ---------------------------------------------------------- | ------------------------------------------------------------ |
| 40         | 1         | Die Venusfalle          | 17. Jan. 2005      | Ulrich Zrenner                                             | Marc Terjung                                                 |
| 41         | 2         | Hahnenkampf             | 24. Jan. 2005      | Ulrich Zrenner & Marc Terjung                              | Marc Terjung                                                 |
| 42         | 3         | Bauchübungen            | 31. Jan. 2005      | Udo Witte                                                  | Marc Terjung                                                 |
| 43         | 4         | Schlaflos in Trier      | 7. Feb. 2005       | Ulrich Zrenner & Marc Terjung                              | Marc Terjung                                                 |
| 44         | 5         | Adel verpflichtet       | 14. Feb. 2005      | Ulrich Zrenner                                             | Dinah Marte Golch                                            |
| 45         | 6         | Schuld und Sühne        | 21. Feb. 2005      | Bernhard Stephan                                           | Elisabeth Schramel & Klaus Rohne                             |
| 46         | 7         | Ehre und Anstand        | 28. Feb. 2005      | Udo Witte                                                  | Nina Bohlmann & Nina Weger                                   |
| 47         | 8         | Die Leiden des Felix E. | 7. März 2005       | Bernhard Stephan                                           | Marc Terjung                                                 |
| 48         | 9         | Liebespoker             | 14. März 2005      | Ulrich Zrenner                                             | Marc Terjung                                                 |
| 49         | 10        | Mit Haut und Haaren     | 21. März 2005      | Dennis Satin                                               | Marc Terjung                                                 |
| 50         | 11        | Der X-Punkt             | 4. Apr. 2005       | Ulrich Zrenner & Claus-Michael Rohne                       | Marc Terjung                                                 |
| 51         | 12        | Das jüngste Gericht (1) | 11. Apr. 2005      | Ulrich Zrenner & Marc Terjung                              | Marc Terjung                                                 |
| 52         | 13        | Das jüngste Gericht (2) | 18. Apr. 2005      | Dennis Satin, Udo Witte, Ulrich Zrenner & Bernhard Stephan | Marc Terjung, Nina Weger, Nina Bohlmann & Benedikt Gollhardt |